# I en tid som vår
Az  I en tid som vår című stúdióalbum Marie Fredriksson svéd énekes-dalszerző 5. svéd nyelvű stúdióalbuma, melyet az EMI Swenska jelentetett meg 1996. november 4-én. Az énekesnő mellett férje, Mikael Bolyos volt a társproducer. A felvételeket saját házi stúdiójukban, Djursholmban rögzítettek. Az album sikeres volt, két egymást követő héten a 2. helyezett volt a svéd albumlistán. Az eladások alapján a svéd hanglemezipari szövetség a 80.000 eladott példányszám után platina helyezéssel jutalmazta.
A Tro című dal az első és egyetlen hivatalosan kimásolt kislemez volt az albumról, mely Svédországban jelentős slágerré vált, és Top 10-es slágerlistás helyezés volt. Több mint 6 hónapig volt slágerlistás helyezés, mely továbbra is Fredriksson szülőföldjének leghosszabb slágerlistás dala. Az "I en tid som vår" és a "Ber bara en gång" promóciós kislemezként kerültek kiadásra.

## Megjelenés és promóció
Az album 1996. november 4-én jelent meg, amikor Fredriksson 8 hónapos terhes volt második gyermekével, így kerülte a nyilvánosságot, mely az albummal kapcsolatos promóció lett volna. Az album beharangozó dala volt a "Tro" című dal, mely 1996. október 11-én jelent meg, és jelentős slágerré vált, összesen 29. hetet töltve a svéd kislemezlistán. A dal a 8. helyig jutott a negyedik héten. A "Ber bara en gång" című dal promóciós kislemezként jelent meg 1996. december 2-án és 1997. február 24-én. Az előbbi 700 példányos limitált kiadású volt, míg az utóbbi csupán 600 példányban került kereskedelmi forgalomba Európába.
Amikor megjelent a Roxette "In The Look for Roxette: The Illustrated Worldwide Discography & Price Guide" című könyv, –  melynek Robert Thorselius volt a szerzője kiadása egybe esett a "Ber bara en gång" című kislemezzel, mely limitált kiadásban jelent meg. Ugyanekkor jelent meg az "Alla mina bästa år" című dal is, melyet Anni-Frid Lyngstad-tal egy közös duett volt, és ugyanazon a héten jelent meg, mint a limitált kislemez. A dal 54. helyezett volt Svédországban, és felkerült Frida Djupa andetag című albumára is.

## Sikerek
Az album kereskedelmi siker volt Svédországban, és két nem egymást követő héten a 2. helyezett volt a svéd albumlistán.Ez volt Fredriksson harmadik egymást követő platina helyezést elért albuma, mely az 1992. évi Den ständiga resan kiadása óta 100.000 példányszámról 80.000-re csökkentette a minősítési szintet. A lemezt Japánban is kiadták 1997. február 5-én, valamint 2003. március 5-én a hat lemezes "Kärlekens guld" box részeként HDCD-n.

## Formátum és számlista
| 1.    | I en tid som vår    | "In a Time Like Ours"     | 6:13 |
| 2.    | Drömmen             | "The Dream"               | 5:44 |
| 3.    | Efter så många år   | "After So Many Years"     | 4:48 |
| 4.    | Min trognaste vän   | "My Most Faithful Friend" | 4:04 |
| 5.    | Ber bara en gång    | "Pray Just Once"          | 4:05 |
| 6.    | Vinterängel         | "Winter Angel"            | 5:17 |
| 7.    | Aldrig tillbaka mer | "Never Go Back Again"     | 5:19 |
| 8.    | Mild varm vår       | "Mild Warm Spring"        | 5:39 |
| 9.    | Berusa mig          | "Intoxicate Me"           | 5:05 |
| 10.   | Tro                 | "Hope"                    | 4:56 |
| 51:10 |                     |                           |      |

| I en tid som vår – 2003 reissue (bonus tracks) | I en tid som vår – 2003 reissue (bonus tracks)                              | I en tid som vår – 2003 reissue (bonus tracks) | I en tid som vår – 2003 reissue (bonus tracks) | I en tid som vår – 2003 reissue (bonus tracks) | I en tid som vår – 2003 reissue (bonus tracks) | I en tid som vår – 2003 reissue (bonus tracks) | I en tid som vår – 2003 reissue (bonus tracks) | I en tid som vår – 2003 reissue (bonus tracks) | I en tid som vår – 2003 reissue (bonus tracks) |
| #                                              | Cím                                                                         | Angol fordítás                                 | Hossz                                          |                                                |                                                |                                                |                                                |                                                |                                                |
| ---------------------------------------------- | --------------------------------------------------------------------------- | ---------------------------------------------- | ---------------------------------------------- | ---------------------------------------------- | ---------------------------------------------- | ---------------------------------------------- | ---------------------------------------------- | ---------------------------------------------- | ---------------------------------------------- |
| 11.                                            | Tid för försoning                                                           | "Time for Reconciliation"                      | 4:12                                           |                                                |                                                |                                                |                                                |                                                |                                                |
| 12.                                            | Herren ber för dig (from the 1994 compilation Vilda fåglar: sånger om barn) | "The Lord Prays for You"                       | 4:18                                           |                                                |                                                |                                                |                                                |                                                |                                                |
| 59:40                                          |                                                                             |                                                |                                                |                                                |                                                |                                                |                                                |                                                |                                                |

## Slágerlista
| Slágerlisa (1996)                            | Legjobb helyezés |
| -------------------------------------------- | ---------------- |
| Svédország (Sverigetopplistan Top 60 Albums) | 2                |

| Slágerlista(1996)                             | Helyezés |
| --------------------------------------------- | -------- |
| Svédország Swedish Albums (Sverigetopplistan) | 22       |

## Kiadási előzmények
| Régió      | Dátum             | Formátum                                       | Label           | Katalógus #     | Ref. |
| ---------- | ----------------- | ---------------------------------------------- | --------------- | --------------- | ---- |
| Svédország | 1996. november 4. | CD                                             | EMI             | 7243 8631812 1  |      |
| Japán      | 1997. február 5.  | CD                                             | Toshiba EMI     | TOCP-50097      |      |
| Svédország | 2002. június      | Remastered 24-bit HDCD: Kärlekens guld box set | Capitol Records | 7243 540199-2 0 |      |
| Svédország | 2003. március 5.  | CD                                             | Capitol Records | 7243 540161-2 7 |      |

## Minősítések
| Ország           | Minősítés | Eladások |
| ---------------- | --------- | -------- |
| Svédország (GLF) | platina   | 80.000   |